# Руни

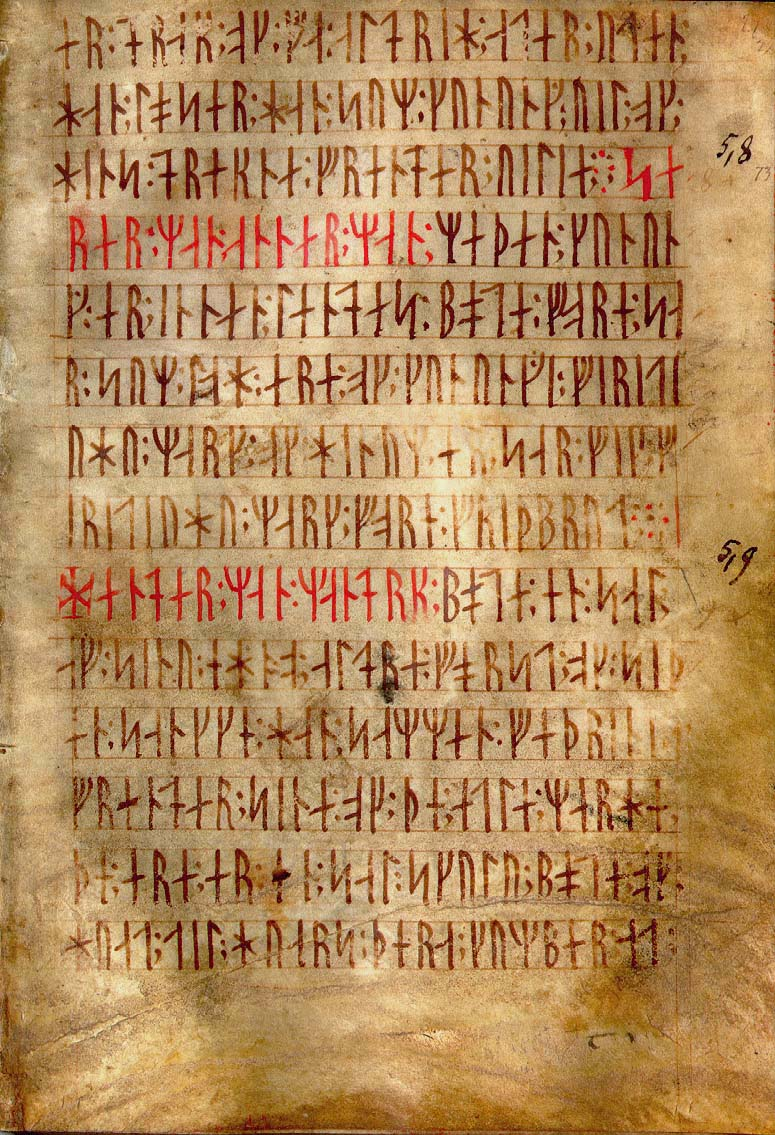
«Codex Runicus», бл. 1300, один з найстаріших текстів «Закону Сканії», повністю написаний рунами.

Ру́ни (гот. runa від прагерм. run- — «таємниця», «шепіт») — давні германські літери I—XII ст. Зібрані у рунічній абетці — футарку. Частково під впливом латинської абетки, але воно має теж і багато відмінностей. Найстарші відомі руни були викарбувані в Данії і походять з бл. 200 р.
Рунічні написи були теж віднайдені в Україні. Серед них — рунічний напис старшим футарком на наконечнику списа, віднайдений на Волині і датований бл. IV ст. (міграція готів), а також рунічні написи епохи вікінгів (варягів) з острова Березань у гирлі Дніпра.[джерело?]

## Порівняльна таблиця

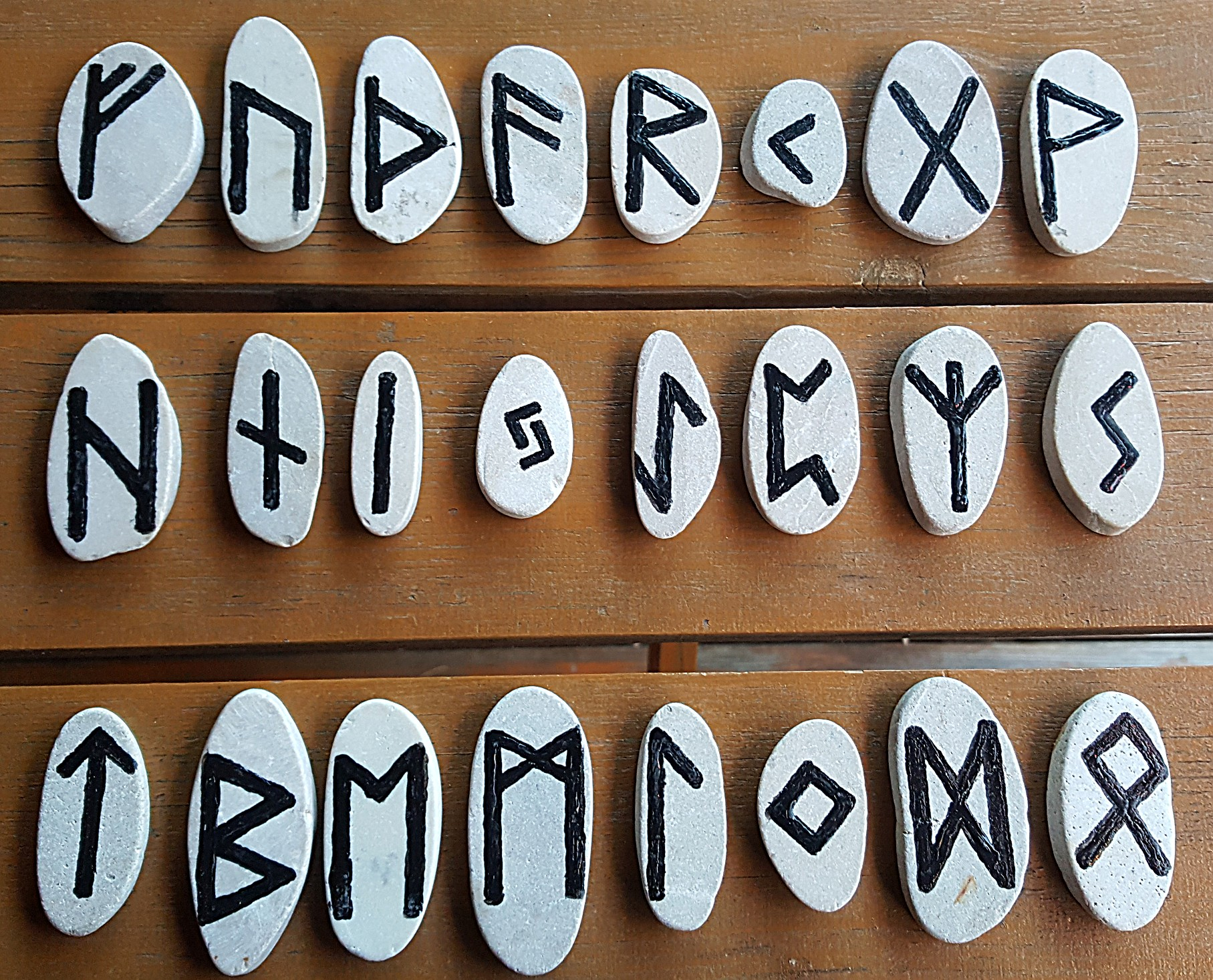
Старший футарк

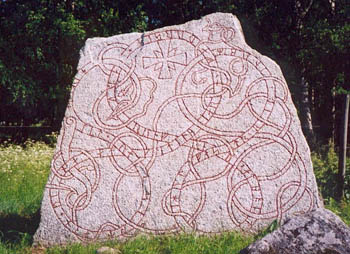
Напис молодшими рунами на камені у селі Ваксала, поблизу Уппсали, Швеція. Зміст напису на давньоісландській мові: Hul-a let ræisa stæin þenna at Kætilbiorn, faður sinn, ok Runfrið at bonda, ok Igulfastr reð, en ØpiR.

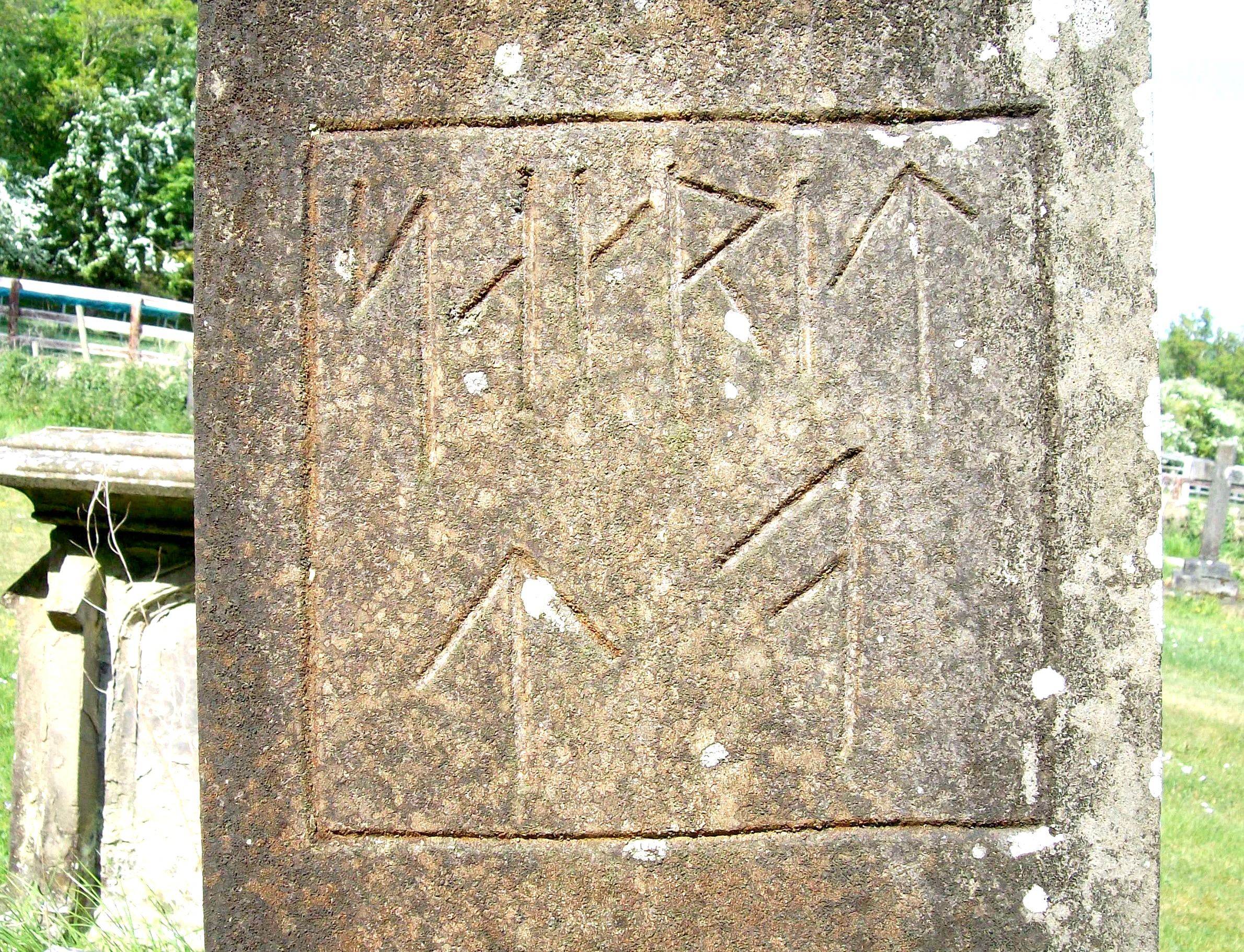
Рунічний напис 1886 р. на надгробку у Паркенді, Англія.

| Старший футарк  | ᚠ f   | ᚢ u              | ᚦ þ    | ᚨ a       | ᚱ r | ᚲ k    | ᚷ g | ᚹ w |       | ᚺ h   | ᚾ n    | ᛁ i         | ᛃ j | ᛇ æ | ᛈ p |       | ᛉ z      | ᛊ s    | ᛏ t | ᛒ b | ᛖ e | ᛗ m | ᛚ l | ᛜ ŋ | ᛟ o | ᛞ d |
| Молодший футарк | ᚠ f/v | ᚢ u/v/w, y, o, ø | ᚦ þ, ð | ᚬ ą, o, æ | ᚱ r | ᚴ k, g | —   | —   | ᚼ/ᚽ h | ᚾ/ᚿ n | ᛁ i, e | ᛅ/ᛆ a, æ, e | —   | —   | ᛦ ʀ | ᛋ/ᛌ s | ᛏ/ᛐ t, d | ᛒ b, p | —   | ᛘ m | ᛚ l | —   | —   | —   |     |     |

## Опис
Руни вживалися як письмо та для ворожінь на германських землях із початку нового літочислення аж до 1800-х рр., в останній період лише за особливих потреб. Найстаріший рунічний напис віднайдений в Норвегії — це наконечник списа, знайдений в селі Овре Стабу в Тотені, котрий датується 200 р. Цей напис звучить норв. raunijaR — «ранить, ріже». Збереглося багато рунічних написів, оскільки вони викарбувані на рунічних каменях.
Тацит у Х розділі «Германії» писав про германські племена:

| «Передбаченню і киданню на долю вони приділяють увагу більше за інших. Їхній метод кидання на долю простий: вони зрубують гілку з плодового дерева і ділять її на маленькі шматочки, які маркують певними відмінними знаками і розкидують довільно на білу матерію. Після цього, священик громади, якщо з долею радилися привселюдно, або батько сім'ї, якщо це робиться для себе, після закликання богів і з очима, піднятими до небес, витягують три шматки, по одному за раз, і тлумачать їх відповідно до знаків, попередньо на них нанесених» |
Найстарші рунічні написи писалися старшим футарком, що складається з 24 знаків і вийшов зі вжитку у часи вікінгів.
У 500–800 рр. ряд рун були спрощені у формі і їх чисельність зменшилась до 16. Пізніші та середньовічні руни відрізнялися залежно від місцевості, але можна говорити про особливу норвезьку рунічну абетку у середньовіччі. Цікавим варіантом були англійські руни, абетка яких налічувала до 32-36 знаків. Вони широко використовувалися для господарських записів, хронік тощо, але поступово були витіснені латиницею.
З християнством прийшла латинська абетка після епохи вікінгів, але руни все ще продовжувалися вживатися протягом століть. Королівські й церковні написи робилися латинськими літерами, тоді як руни вживалися в повсякденному житті — наприклад, на записах на товарах і коротких повідомленнях. Водночас рунічне письмо було розширене знаками, що відповідали латинським літерам.
Слід зазначити, що руни майже завжди використовувалися для коротких записів на твердому матеріалі. Рунічні надписи короткі — зазвичай лише одне слово. Лише в Англії руни широко використовувалися для написання великих текстів, мабуть, саме цим пояснюється й багатство місцевої рунічної абетки. Саме відсутність літературної традиції рунічного письма, а також тим, що руни асоціювалися з язичницьким минулим, пояснюється витіснення їх латиницею.
Після приблизно 1400 р. руни вийшли з повсякденного життя, але знання про них залишалося. Ще у 1800 роках руни вживалися у деяких ізольованих місцевостях, наприклад в Даларна в Швеції. Зараз існування рунічного письма пов'язане із практиками ворожіння та відродженням язичництва. Наразі в сучасному світі широко розповсюджені прикраси з рунами, а також набори рун для ворожіння.
Деякі рунічні знаки вживалися разом із латинськими, наприклад руна ᛗ «maðr» (="людина") часто вживалася як скорочення для слова «людина» всередині текстів, що писалися чорнилом на пергаменті. Ісландська літера «þ» є рунічним знаком, що увійшов у місцеву латинську абетку.

## Руни в інших мовах
У зв'язку із зовнішньою подібністю, терміном «руни» називають також ряд інших писемностей, які з рунами ніяк не пов'язані. Це, в першу чергу, давньотюркське рунічне письмо, писемність, що використовувалась в VI—VII століттях у Сибіру, написи, які вперше були виявлені в XVIII столітті. Вона була дешифрована данським лінгвістом Вільгельмом Томсеном в кінці XIX століття і походять, мабуть, з різновиду письма пехлеві.
Рунами також називається болгарське рунічне письмо та давньоугорська писемність. Угорські руни мають схожість з тюркськими рунами, однак зв'язок цих двох писемностей не доведений.

### Слов'янські руни
На території України, Росії, Білорусі та Латвії було знайдено ряд написів, виконаних добре відомими німецькими рунами. Однак у Старій Ладозі та у Новгороді були виявлені два непрочитані написи, зроблені невідомими письменностями, імовірно рунічними, причому абсолютно несхожими одна з одною. Чорноризець Храбр в своєму трактаті «Про письмена» згадує що давні слов'яни користувалися «чертами» та «різами» для ворожіння. Після підриву Каховської греблі російськими військами у 2023 році, біля Хортиці було знайдено старовинний човен із двома рунічними цифрами, які означають арабськими відповідно 114 та 110, що є доказом використанням письма місцевим населенням задовго до запровадження кирилиці.

## У культурі

## Юнікод
| Official Unicode Consortium code chart (PDF)                                                    |   |   |   |   |   |   |   |   |   |   |   |   |   |   |   |   |
|                                                                                                 | 0 | 1 | 2 | 3 | 4 | 5 | 6 | 7 | 8 | 9 | A | B | C | D | E | F |
| U+16Ax                                                                                          | ᚠ | ᚡ | ᚢ | ᚣ | ᚤ | ᚥ | ᚦ | ᚧ | ᚨ | ᚩ | ᚪ | ᚫ | ᚬ | ᚭ | ᚮ | ᚯ |
| U+16Bx                                                                                          | ᚰ | ᚱ | ᚲ | ᚳ | ᚴ | ᚵ | ᚶ | ᚷ | ᚸ | ᚹ | ᚺ | ᚻ | ᚼ | ᚽ | ᚾ | ᚿ |
| U+16Cx                                                                                          | ᛀ | ᛁ | ᛂ | ᛃ | ᛄ | ᛅ | ᛆ | ᛇ | ᛈ | ᛉ | ᛊ | ᛋ | ᛌ | ᛍ | ᛎ | ᛏ |
| U+16Dx                                                                                          | ᛐ | ᛑ | ᛒ | ᛓ | ᛔ | ᛕ | ᛖ | ᛗ | ᛘ | ᛙ | ᛚ | ᛛ | ᛜ | ᛝ | ᛞ | ᛟ |
| U+16Ex                                                                                          | ᛠ | ᛡ | ᛢ | ᛣ | ᛤ | ᛥ | ᛦ | ᛧ | ᛨ | ᛩ | ᛪ | ᛫ | ᛬ | ᛭ | ᛮ | ᛯ |
| U+16Fx                                                                                          | ᛰ | ᛱ | ᛲ | ᛳ | ᛴ | ᛵ | ᛶ | ᛷ | ᛸ |   |   |   |   |   |   |   |
| Примітки 1.↑ Починаючи з версії Unicode 14.0 2.↑ Сірі зони позначають непризначені кодові точки |   |   |   |   |   |   |   |   |   |   |   |   |   |   |   |   |

### Довідники
- Руни // Українська мала енциклопедія. Буенос-Айрес, 1964. Т. 7, кн. XIII. С. 1641.
- Руни // Літературознавча енциклопедія : у 2 т. / авт.-уклад. Ю. І. Ковалів. — Київ : ВЦ «Академія», 2007. — М — Я. — С. 357.
- Рунічне письмо / футарк // Енциклопедичний словник класичних мов / Л. Л. Звонська, Н. В. Корольова, О. В. Лазер-Паньків та ін. ; за ред. Л. Л. Звонської. — 2-ге вид. випр. і допов. — К. : ВПЦ «Київський університет», 2017. — С. 442. — ISBN 978-966-439-921-7.